# Mexicaltzingo (Guadalajara, Jalisco)

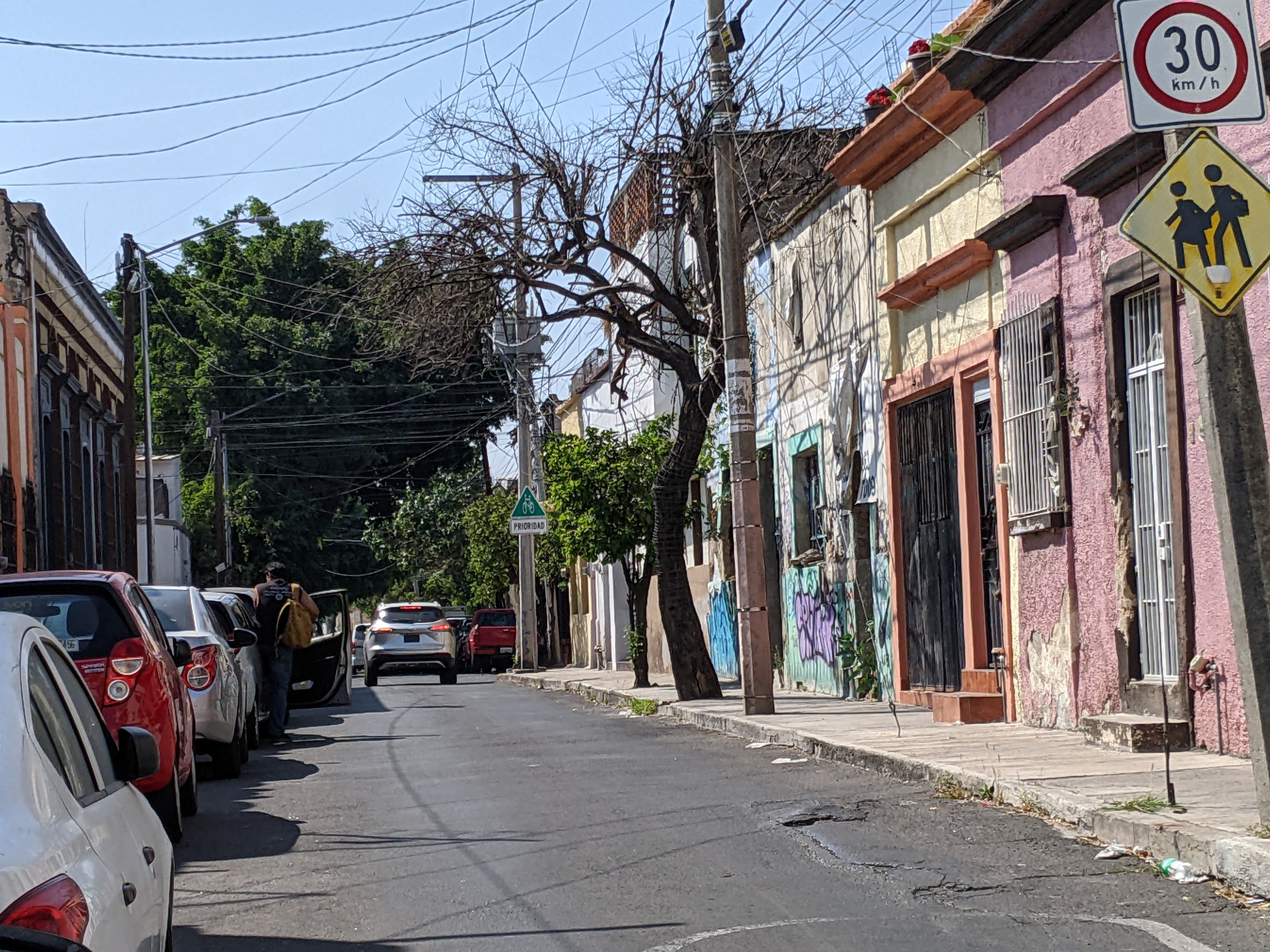
Abschnitt der Calle Mexicaltzingo

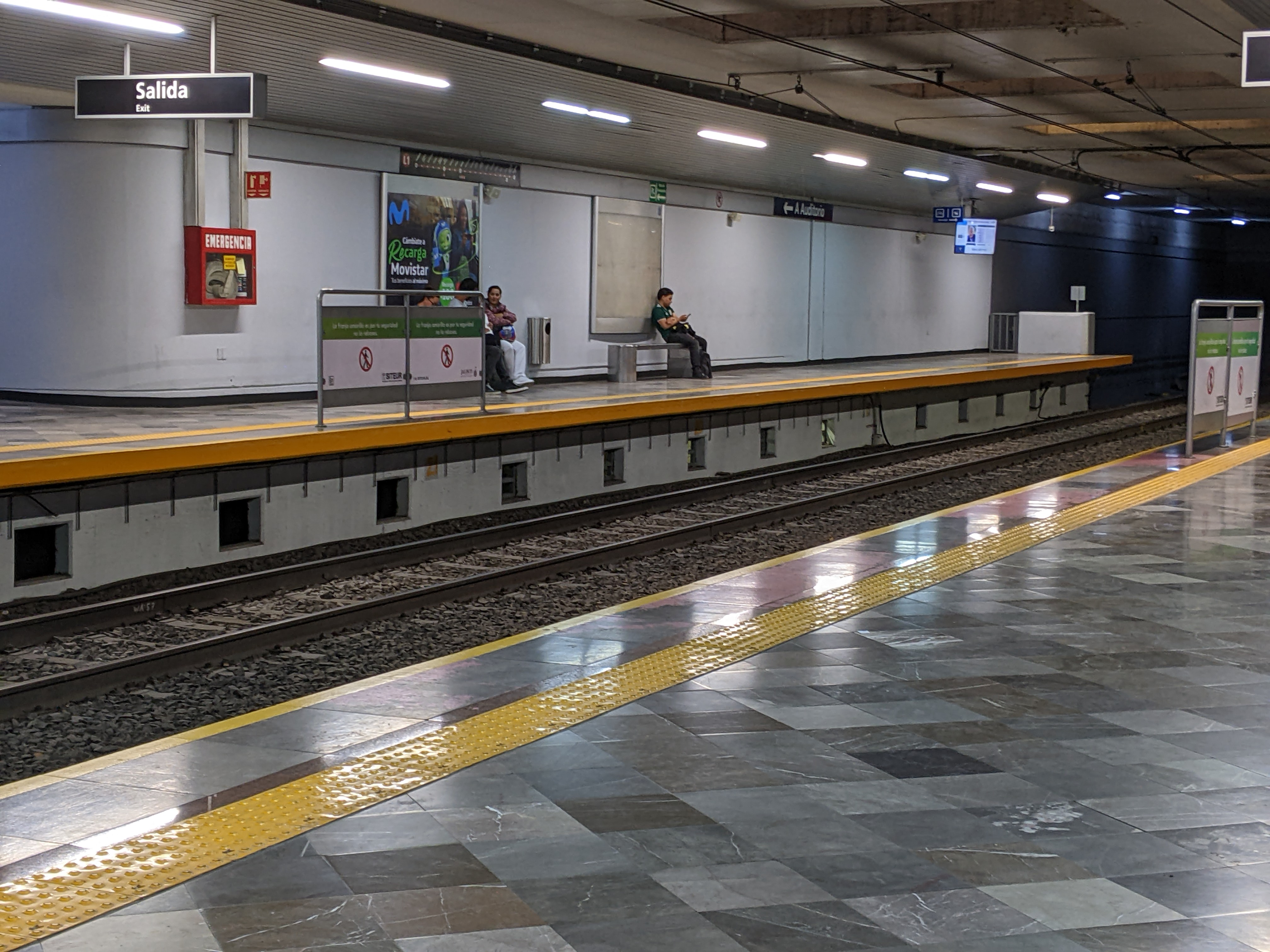
U-Bahn-Station Mexicaltzingo

Mexicaltzingo (Nahuatl für die span. Bezeichnung Las casitas de los mexicanos; dt. Die Häuschen der mexica) ist ein Barrio südlich des Zentrums von Guadalajara, der Hauptstadt des Bundesstaates Jalisco. 

## Lage
Das Barrio Mexicaltzingo erstreckt sich zwischen der Calzada Federalismo Sur im Westen und der Calzada Independencia Sur im Osten sowie der Avenida de la Paz im Norden und der Avenida Niños Héroes im Süden.
Das Viertel wird unter anderem von Osten nach Westen durch die gleichnamige Calle Mexicaltzingo durchquert, an der sich die wichtigsten Gebäude und Plätze des Barrios befinden: die Parroquia de San Juan Bautista de Mexicaltzingo sowie der ihr gegenüber angelegte Jardín Mexicaltzingo, der Mercado Municipal No. 05 Mexicaltzingo (Nummer 63 der Calle Nicolás Régules, ebenfalls gegenüber dem Jardín Mexicaltzingo) und das südöstlich hiervon gelegene Teatro Diana (Nummer 710 der Avenida 16 de Septiembre). 

## Geschichte
Mexicaltzingo wurde 1542 von Indios besiedelt, die der Vizekönig von Neuspanien, Antonio de Mendoza, als Hilfstruppen für die spanischen Invasoren mitgenommen hatte, um Aufstände der im Mixtón-Krieg besiegten Caxcanes zu bekämpfen. Es ist nicht überliefert, wie viele Indios sich ursprünglich an diesem Ort niedergelassen hatten, aber im Laufe der zweiten Hälfte des 16. Jahrhunderts kehrten viele von ihnen wieder in das Tal von Mexiko zurück, wo sich ihre ursprüngliche Heimat befand, so dass im Jahr 1605 in Mexicaltzingo nur noch etwa 60 Menschen lebten. Im Gegensatz dazu zählte die Nachbargemeinde Analco, die sich östlich der Calzada Independencia Sur befindet und in der sich die bei den Spaniern weniger privilegierten Indios angesiedelt hatten, zur selben Zeit rund 3000 Bewohner.
Obwohl Mexicaltzingo, in dem gemäß einer im Juli 1781 vorgenommenen Volkszählung 3655 Menschen lebten, von Anfang an nah am heutigen Stadtzentrum von Guadalajara lag und bereits 1667 dem Rathaus von Guadalajara unterstellt wurde, erfolgte die Eingemeindung und Deklarierung als Barrio erst 1821. Im selben Jahr wurden auch das bereits erwähnte Analco und das nördlich des Stadtzentrums gelegene Mezquitán von Guadalajara eingemeindet und zum Barrio erklärt. Mexicaltzingo war zu jener Zeit überwiegend von Landarbeitern, Sattelwerkstätten und Gerbereien geprägt. Um 1830 lebten etwa 15 Prozent der Stadtbevölkerung von Guadalajara in dem Barrio Mexicaltzingo.
Im Gegensatz zu anderen Vierteln, die in Guadalajara entstanden, blieb Mexicaltzingo über weite Strecken ländlich geprägt und entwickelte sich zur Nutztierversorgung der Stadt. Entsprechend wurde zu Beginn des 19. Jahrhunderts in der Avenida Niños Héroes, an der südlichen Grenze von Mexicaltzingo, der Schlachthof angelegt. Außerdem entwickelte der Ort sich gegen Mitte des 20. Jahrhunderts aufgrund der Nähe zum Bahnhof zur Eisenbahnergegend. Ferner gilt das Viertel insofern als „Geburtsstätte“ von Mexikos beliebtestem Verein Deportivo Guadalajara, als Bewohner von Mexicaltzingo in nicht unerheblichem Maße an seiner Gründung im Jahr 1906 (damals noch unter der Bezeichnung Club Unión) beteiligt waren.
In dem Viertel gab es einige Wasserquellen, aus denen einige Bäche nordwärts flossen, die das scheinbare Durcheinander von Straßen schufen, das als Barrio de Las Nueve Esquinas (dt. Viertel der Neun Ecken) bekannt geworden ist.